# Alsócsemernice
Alsócsemernice (horvátul: Donja Čemernica) falu Horvátországban, Sziszek-Monoszló megyében. Közigazgatásilag Topuszkához tartozik.

## Fekvése
Sziszektől légvonalban 38, közúton 49 km-re délnyugatra, községközpontjától 5 km-re északnyugatra, az úgynevezett Báni végvidéken, a 6-os számú főút mentén emelkedő dombok között szétszórtan fekszik. Itt halad át a Vrginmostot Topuszkával összekötő vasútvonal.

## Története
Területe a 11. század végétől magyar-horvát királyok uralma alatt volt. A 13. század elején a közeli Topuszkán II. András magyar király cisztercita apátságot alapított. Csemernice írásos említése 1275-ben „possessio Zvcha Chemernicha” alakban történt. 1279-ben "terra Chemernicha", 1372-ben "possessio Chemernycha", 1413-ban "possessio Temernicze" néven szerepel a korabeli forrásokban. A 16. században ezt a vidéket is egyre többször érték török támadások, majd 1556-ban az Oszmán Birodalom több évszázadra megszállta a területét. A vidék az 1593 és 1699 között dúlt török háborúkban teljesen elpusztult. A karlócai békével ez a terület is felszabadult a török megszállás alól, majd a Katonai határőrvidék része lett. A 17. század végétől  a hódoltság területéről szerb lakosság települt ide. 1774-ben az első katonai felmérés térképén „Dorf Chemernicza” néven szerepel.
A katonai közigazgatás 1881-ig tartott. Ezután Zágráb vármegye Vrginmosti járásának része volt. A településnek 1857-ben 1223, 1910-ben 739 lakosa volt. 1918-ban a Szerb-Horvát-Szlovén Királyság, majd 1929-ben Jugoszlávia része lett. A lakossága szerb nemzetiségű volt. 1941 és 1945 között a falu a Független Horvát Állam része volt. Csemernice szerb lakosságából is sokan csatlakoztak a horvát erők elleni felkeléshez. Bosszúból az usztasák megkezdték a megtorló intézkedéseket, a térség szerb lakosságának kiirtását. A megtorlásoknak a két Csemernicén összesen 486 helyi lakos, köztük sok nő és gyermek esett áldozatul. A települést 1943-ig usztasa erők uralták, ekkor azonban partizán alakultok vonták ellenőrzésük alá. A délszláv háború idején 1991 szeptemberében lakossága  a szerb erőket támogatta. A horvát hadsereg a Vihar hadművelet keretében 1995. augusztus 7-én foglalta vissza. Szerb lakossága elmenekült, de később többen visszatértek. A háború után megindult az újjáépítés. A településnek 2011-ben 170 lakosa volt.

## Lakosság
| Lakosság változása | Lakosság változása | Lakosság változása | Lakosság változása | Lakosság változása | Lakosság változása | Lakosság változása | Lakosság változása | Lakosság változása | Lakosság változása | Lakosság változása | Lakosság változása | Lakosság változása | Lakosság változása | Lakosság változása | Lakosság változása |
| ------------------ | ------------------ | ------------------ | ------------------ | ------------------ | ------------------ | ------------------ | ------------------ | ------------------ | ------------------ | ------------------ | ------------------ | ------------------ | ------------------ | ------------------ | ------------------ |
| 1857               | 1869               | 1880               | 1890               | 1900               | 1910               | 1921               | 1931               | 1948               | 1953               | 1961               | 1971               | 1981               | 1991               | 2001               | 2011               |
| 1.223              | 1.074              | 1.092              | 663                | 648                | 739                | 746                | 734                | 503                | 541                | 522                | 471                | 440                | 451                | 199                | 170                |

(1857 és 1880 között Csemernice (Čemernica) néven a szomszédos Felsőcsemernice [Gornja Čemernica) lakosságával együtt.)

## Nevezetességei
- Középkori torony helye.
- II. világháború áldozatainak emlékműve.